# 松加瓦佐
松加瓦佐（義大利語：Songavazzo），是意大利贝加莫省的一个市镇。总面积12平方公里，人口698人，人口密度58.2人/平方公里（2009年）。国家统计（ISTAT）代码为016201。